# دردار توماسي
دردار توماسي (الاسم العلمي:Ulmus thomasii) هو نوع نباتي يتبع جنس الدردار من فصيلة الدردارية.